# 服部吉人
服部 吉人（はっとり よしと、1958年 - ）は、日本の政治家。三重県度会郡大紀町町長（2期）。

## 略歴
1958年、旧大内山村（現：大紀町）出身。三重県立相可高等学校卒業後、建設会社勤務を経て、旧大内山村役場に勤務。学校教育課長、教育長を歴任し2014年4月1日から約6年４カ月間大紀町副町長を務める。
2021年の大紀町町長選挙（2月28日投開票）により3643票（投票率61.9%）を獲得し初当選。同年6月よりFacebook（大紀町長 活動報告）が開設。2025年(令和7 年）、無投票により2選。